# Убикін Олександр Сергійович
Олександр Сергійович Убикін (рос. Александр Сергеевич Убыкин, нар. 30 березня 1953, Алма-Ата) — радянський футболіст, воротар, казахстанський футбольний тренер, майстер спорту СРСР.

## Біографія
Почав займатися футболом в Алма-Аті. У 16 років з тренером Анатолієм Ромко виїхав до Пскова, де грав три роки за «Електрон» і «Машинобудівник».
У 1972 році був покликаний в армію. У ці роки виступав за виборзьку «Зірку», яка грала в чемпіонаті Ленінградської області. Був помічений селекціонерами армійців Ростова, де виступав і три роки. Причому якщо в сезоні 1973 року (вища ліга) Убикін нечасто з'являвся на полі, то в 1974 році, коли СКА став другим у першій лізі, Олександр відстояв 32 з 38 ігор. У сезоні 1975 року Олександр провів у вищій лізі 16 ігор.
Але більше всього вболівальникам Убикін запам'ятався в рідній Алма-Аті. У сезоні 1976 року, коли Убикін прийшов в клуб, «Кайрат» повернув собі право виступати в «еліті». До 1980 року Убикін стає основним воротарем «Кайрата». За «Кайрат» Убикін провів 207 матчів у вищій лізі і 50 — у першій.
Сезони 1988-1989 року Убикін провів у Павлодарі, виступаючи за «Трактор», який бився за вихід в першу лігу.
Останній ігровий сезон 1990 року грав в алма-атинському РШВСМ.

## Тренерська кар'єра
Має вищу освіту: у 1980 році закінчив Казахський інститут фізичної культури і спорту.
Має 35-річний стаж роботи тренером з футболу. У різний час працював у Республіканській школі Вищої спортивної майстерності з ігрових видів спорту, ФК «Динамо», ФК «Кайрат», республіканській спеціалізованій школі-інтернаті для обдарованих в спорті дітей ім. К. Мунайтпасова, СДЮШОР з ігрових видів спорту Спорткомітету МОРК-ЦСКА

## Досягнення
- Переможець чемпіонату СРСР (1 ліга) — 1976, 1983
- Срібний призер чемпіонату СРСР (1 ліга) — 1974
- Переможець чемпіонату СРСР (2 ліга, 8 зона) — 1988, 1989
- В опитуванні газети «Спорт» при виборі найкращого футболіста 2 ліги 8 зони в 1988 році зайняв 2 місце
- Займає 7 місце серед казахських футболістів за кількістю матчів, зіграних у вищій лізі чемпіонату СРСР (в тому числі перше серед воротарів)